# Ludwig Schwarz (Politiker)
Ludwig (Louis) Schwarz (* 28. März 1819 in Winnenden; † 28. April 1889 in Ebingen) war Wollfärber, Tuchfabrikant und Mitglied des Deutschen Reichstags.

## Leben
Schwarz besuchte die Präceptoratsschule in Winnenden und erlernte die Wollfärberei, machte dann zu seiner Ausbildung größere Reisen in die Schweiz, Frankreich, Norddeutschland und in die Österreichischen Staaten. Er war Geschäftsführer in renommierten Tuchfabriken Österreichs und Russisch-Polens. Später war er Besitzer einer Wollfärberei und Stadtrat in Ebingen.
Als Politiker schloss er sich der Württembergischen Volkspartei an und besaß von 1868 bis zu seinem Tode ein Mandat der Wähler des Oberamts Balingen für die Zweite Kammer des Württembergischen Landtags.
Von 1874 bis 1887 war er Mitglied des Deutschen Reichstags für den Wahlkreis Württemberg 9 (Balingen, Rottweil, Spaichingen, Tuttlingen) und die Fortschrittspartei.